# Les Échos
Les Échos — це французька щоденна газета економіки та фінансів, заснована у 1908 році. Газета належить до goupe Les Echos та полюсу медіа-групи LVMH (Louis Vuitton Moët Hennessy). У 2012 році газета втратила свого єдиного прямого конкурента— La Tribune.

## Історія
Брати Роберт та Еміль Серван - Шрайбер (Robert et Émile Servan-Schreiber) випустили у 1908 році перший номер газети Les Échos de l'Expoetation. Початкова назва це засіб комунікації для сімейного бізнесу, Дому Шрайбер - Аронсон (Maison Schreiber-Aronson), що займається експортом продукції фурнітури та галантереї. На той час газета виходила щомісячно на чотирьох сторінках, а вже через двадцять років газета стає щоденною та виходить під теперішньою назвою. Однак, згодом газета приймає форму журналу та виходить раз на два тижні з меншою кількістю сторінок. 
У 1950-их роках відповідальність за газету переходить на сина. У 1953 році під керівництвом Жана-Жака Серван-Шрайбера (Jean - Jacques Servan - Schreiber), газета здається за додаткову плату l'Express, яка згодом стане незалежною. Напруга у сім'ї Серван - Шрайбер (Servan-Schreiber) призводить до продажу газети. 
У 1963 році сім'я Бейт (Beytout) купує Les Echos. Нові власники модернізують та розвивають газету. На початку 1976 року, після смерті чоловіка, Жаклін Бейт (Jacqueline Beytout) забезпечує тільки загальний напрям розвитку газети. У 1986 році Ніколас Бейт (Nicolas Beytout) стає головним редактором Les Échos.
У 1988 році Жаклін Бейт (Jacqueline Beytout) перепродає Les Échos групі Pearson, що є власником британської газети Financial Times. Gilles Brochen, згодом Oliver Fleurot, David Guirand після 1996 року замінюють одне одного у керівництві. 
У 1996 році Ніколас Бейт (Nicolas Beytout) стає директором та головним редактором Les Échos.
У 2003 році виходить нова версія для друку, журнал приймає формат берлінер. Рекламна кампанія, що пов'язана з цим випуском отримує нагороду EPICA. 
У жовтні 2004 року Ніколас Beytout залишає посаду у Les Échos для Le Figaro.
У 2007 році група LVMH, під керівництвом Бернара Арно ( Bernard Arnault) купує Les Échos. У червні 2007 року група Pearson, що володіла газетою, заявила що готова продати Les Échos. Група LVMH купила Les Échos за 240 мільйонів євро. 
У 2008 році Жак Барро (Jacques Barraux) залишає посаду головного редактора. Його місце займає Henri Gibier, якого у 2013 році замінив Nicolas Barre.

## Структура
Газета Les Echos обробляє та аналізує набір регіональних та міжнародних новин, які впливають на ділове життя. Газета щоденно публікує аналіз макроекономічних та політичних новин для Франції та закордоном, аналіз галузевих досліджень, бізнесу, а також аналіз ринку.
Редакція Les Échos налічує близько 200 журналістів, 12 постійних кореспондентів за кордоном та 50 регіональних кореспондентів у мережі.
Керівництво:
- Видавець - Bérénice Lajouanie
- Директор - Tiphaine Mourier

Головні замісники редактора:
- Промисловість/маркетинг - Claude Vincent
- Ідеї - Pascale-Marie Deschamps
- Видання - Annette Lacour-Khenissi
- Головний редактор рубрики "Промисловість" та Hight-Tech - David Barroux

## Фінансування
Як і більшість французьких газет, Les Échos існує за рахунок державних субсидій.

## Формати публікації

### Версія для друку
Друкований варіант Les Échos складається з двох блоків:
- макроекономіка - складається з обзору французьких економічних новин та міжнародних, презентацій нових розробок, наукових досягнень, а також сторінки Idées et Débats, які поєднують аналіз економіки та прогнози визнаних економістів (Joseph Stiglitz, Kenneth Rogoff та інших). Існує також хроніка de Favilla, що містить аналіз редакторів журналу, таких як Jacques Hubert-Rodier, Jean-Francis Pecresse, Philippe Escande ou Jean-Marc Vittori.
- мікроекономіка - містить інформацію про ціни на акції, аналіз біржових та фінансових новин.
- спеціальні додатки (Les Échos week-end, Enjeux-Les Échos, Série limitée).

### Інтернет-сайт
Редактор: François Bourboulon
Сайт почав працювати у 1996 році. Les Échos - одна з перших французьких газет, що з'явилася в Інтернеті. 
Сайт пропонує: 
- новини економіки та фінансів, загальні новини;
- біржова інформація (у Парижі та міжнародна);
- бізнес-інформація;
- особисті фінанси, спеціальні поради для того, щоб ефективно керувати своїм портфелем;
- відпочинок;
- розкіш.

## Скандальні події
У 2007 році стало відомо, що власник La Tribune та голова LVMH Бернар Арно (Bernard Arnault) бажає продати збиткове видання та придбати нову французьку газету - Les Échos. Після чого, журналісти Les Échos не раз виступали з акціями протесту проти продажу газети групі LVMH. Кореспонденти не вірили, що буде збережено редакційну незалежність видання, так як журналісти La Tribune звинувачували своїх редакторів у нестачі незалежності. На сьгоднішній день група LVMH є власником газети Les Échos.